# Jesús Neira Rodríguez
Jesús María Joaquín Neira Rodríguez (Granada, 16 de abril de 1953-Madrid, 29 de agosto de 2015) fue un profesor universitario y conferenciante condecorado por su lucha contra la violencia sobre la mujer. Recibió la Gran Cruz del Mérito Civil.

## Biografía

### Conocido públicamente
El 2 de agosto de 2008 se le conoció públicamente porque fue agredido en un hotel de Majadahonda por Antonio Puerta, un hombre que estaba supuestamente maltratando a su pareja, de nombre Violeta Santander. Neira había recriminado a Puerta su acto y este le agredió. Como consecuencia de ello, fue ingresado en el Hospital Universitario Puerta de Hierro de Majadahonda, donde permaneció en coma dos meses y siguió hospitalizado algunos más.
En enero de 2009, estando Neira aún hospitalizado, la presidenta de la Comunidad de Madrid Esperanza Aguirre le ofreció la presidencia del Consejo Asesor del Observatorio contra la Violencia de Género de la Comunidad de Madrid, cargo del que tomó posesión el 30 de noviembre del mismo año.
En octubre de 2010, fue de nuevo ingresado en el Hospital del Hierro debido a una hemorragia cerebral interna. Dos días antes, el 12 de octubre de 2010, su agresor, Antonio Puerta, había fallecido por sobredosis de drogas. En diciembre de 2010, Neira estaba recuperado.

### Presidente del Consejo Asesor contra la Violencia Machista
Desde su salida del hospital, apareció en numerosos programas de televisión intentando sensibilizar a la opinión pública contra el maltrato machista. También criticó la política, así como las carencias del sistema judicial en la persecución de los delitos contra la mujer. En febrero de 2010, tras conocer la puesta en libertad de su agresor, Antonio Puerta, se manifestó contrario a su excarcelación. También se mostró crítico con la legislación española y la tibieza con la que, en su opinión, el Código Penal condena los delitos contra la mujer. Entre otros cargos ocupó la presidencia del Consejo Asesor contra la Violencia contra la Mujer.
Aunque en su juventud militó en el Partido Socialista Popular de Tierno Galván, los medios de comunicación lo situaron en sus últimos años «en la órbita de la derecha». También en 2010, Neira publicó el libro España sin democracia, en el cual argumentaba que «en España no existe una verdadera democracia», criticaba duramente la Constitución, tildándola de «anormalidad democrática», al sistema parlamentario en general y al Partido Socialista Obrero Español (PSOE), lo que le valió críticas de ese partido, al tiempo que era respaldado por el Partido Popular (PP).

### Cese en los cargos
En septiembre de 2010 fue imputado por un delito contra la seguridad vial, al circular por la autopista M-40 de Madrid con tasas elevadas de alcohol en sangre. Ello llevó a que incluso sectores del PSOE y el PP solicitasen formalmente su dimisión de los cargos que ocupaba.
Neira fue declarado culpable en el juicio rápido celebrado el 6 de septiembre de 2010. Se le condenó a pagar una multa de 1800 euros, diez meses de retirada del carné de conducir y la realización de trabajos sociales. En ese mismo día, el Gobierno de la Comunidad de Madrid anunció que se suprimía el Observatorio Regional contra la Violencia de Género, cuyo Consejo Asesor estaba presidido por Neira; sin embargo, días después, tras recibir varias críticas por la supresión de dicho Observatorio, la presidenta de la Comunidad de Madrid precisó que sólo se suprimiría el Consejo Asesor de dicho Organismo, si bien emplazó a Neira a que reflexionara sobre su dimisión antes de cesarlo, hecho que se produjo definitivamente el 9 de septiembre.

### Fallecimiento
Neira falleció el día 29 de agosto de 2015 a los 62 años, víctima de un derrame cerebral.

## Premios y condecoraciones
Jesús Neira ha recibido numerosos premios por su acto en defensa de la mujer en 2008:
- Gran Cruz de la Orden al Mérito Civil ( España, 2008).[4]
- Medalla de Oro del Senado (2008)[15][16]
- Medalla de Oro al Mérito Ciudadano de la Comunidad de Madrid (2008)[17]
- Premio Protagonistas de Punto Radio (2008)[18]
- Premio Naranja Extraordinario de la asociación periodística Primera Plana (2009)[19]
- Antena de Oro de la Federación de Asociaciones de Radio y Televisión (2009)[20]
- Premio a la Convivencia y a la Tolerancia del Consejo General de Procuradores de España (2009)[21]

## Obras
- España sin democracia. Un pueblo a la espera de su libertad política (2010) Temas de Hoy

## Enlaces
- Universidad Camilo José Cela (UCJC)
- Publicaciones del profesor Neira en Dialnet

- Datos: Q3393043